# Slag bij Island Number Ten
De Slag bij Island Number Ten vond plaats tussen 28 februari en 8 april 1862 nabij de New Madrid Bend of Kentucky Bend op de Mississippi tijdens de Amerikaanse Burgeroorlog. De locatie van het eiland bij het begin van een dubbele bocht in de rivier werd in de eerste maanden van de oorlog bezet door Zuidelijke troepen. Deze plaats was van strategisch belang om een eventuele Noordelijke invasie via de rivier tegen te houden. Ieder schip moest via deze bochten varen en moest nog vaart minderen ook om geen averij op te lopen. Het zwakke punt in de zuidelijke verdediging was dat er maar één weg naar dit punt liep. Wanneer de vijand deze weg zou bezetten, zou de bevoorrading effectief afgesneden zijn. Het garnizoen zou gevangenzitten.
De Noordelijken begonnen begin maart 1862 aan het beleg van de verschillende forten die deze plaats bewaakten. De eerste poging werd ondernomen door het Army of the Mississippi onder leiding van brigadegeneraal John Pope. Pope kwam over land. Bezette het stadje Point Pleasant, Missouri ten westen van Island 10 en ten zuiden van New Madrid, Missouri. Deze stad werd gebruikt als bevoorradingspunt voor de Noordelijken. Van hieruit brachten ze belegeringsartillerie in stelling om New Madrid te raken. De Zuidelijke brigadegeneraal John P. McCown besliste om de stad te evacueren na één dag beschietingen. Hij stuurde zijn soldaten naar Island Number 10, maar liet het meeste van zijn uitrusting achter (inclusief zijn zware artillerie).
Twee dagen na de val van New Madrid voer een flottielje van kanonneerboten en mortierschuiten de rivier op om het eiland te beschieten. De volgende drie weken werd het fort aan een zwaar bombardement onderworpen. Ondertussen was het Noordelijk leger een kanaal aan het graven ten oosten van New Madrid. Eens afgewerkt was het dan makkelijk om de rivier over te steken en de Zuidelijken aan te vallen via de Tennessee zijde.
Pope overtuigde vlagofficier Andrew Hull Foote om een kanonneerboot langs de batterijen te sturen. Deze boot kon dan bescherming bieden aan zijn soldaten terwijl ze de rivier aan het oversteken waren. In de nacht van 4 april 1862 slaagde de USS Carondelet onder leiding van commandant Henry Walke in deze opzet. Twee nachten later deed de USS Pittsburg onder leiding van luitenant Egbert Thompson hetzelfde. Met twee kanonneerboten als bescherming kon Pope zijn leger de rivier over krijgen en de enige vluchtroute van de Zuidelijken bezetten. Per Zuidelijke soldaat waren er drie Noordelijken aanwezig op het slagveld. De Zuidelijken zagen het hopeloze in van hun positie en gaven zich over.

## Achtergrond

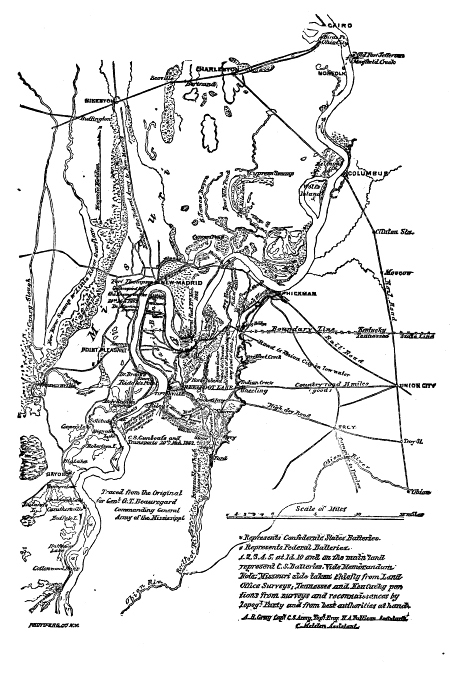
De Mississippi nabij New Madrid Bend, 1862.

### Geografie
Island Number 10 dankte zijn naam aan het feit dat het eens het 10de eiland in de rivier was ten zuiden van de samenvloeiing met de Ohio. Dit eiland was van oorsprong een grote zandbank met een lengte van 1,6 km en een breedte van 410 m. Het stak op het hoogste punt 3 m boven de rivier uit.
Belangrijker nog was de ligging van het eiland in de rivier. Island No. 10 lag aan het zuidelijke einde van twee bochten die telkens 180° draaiden om 12 km verder weer in eenzelfde richting te stromen zoals voor het eiland. Deze dubbele bocht, die vandaag de dag nog grotendeels bestaat, is gekend als de New Madrid Bend. Andere namen zijn de Bessie Bend, de Kentucky Bend of gewoon de Madrid Bend.
Het vasteland ten zuiden van het eiland was verbonden met Tiptonville, Tennessee via een weg. Dit was de enige weg naar het eiland richting Tennessee. De rest van de omgeving werd gedomineerd door nat land, moerassen, modderpoelen en meren. Reelfoot Lake was de grootste in de buurt. Bij laagwaterstand lag het noordelijk uiteinde van dit meer nabij Tiptonville. Bij hoge waterstand, zoals in de lente van 1862, vergrootte het meer tot bij de bochten. Het water was niet diep voor individuen. Voor het leger was het echter onmogelijk om er zonder kleerscheuren door te komen. Daarom werd het eiland als onneembaar geacht langs de landzijde. De keerzijde was echter dat de enige weg ook de enige ontsnappings- en bevoorradingsroute was voor het garnizoen op het eiland.
Het landschap langs de zijde van Missouri was hoger van reliëf. De oevers lagen op ongeveer 9 m boven laag water. Bij hoog water lagen eventuele kanonnen op het land niet hoger dan scheepskanonnen.
New Madrid lag aan de noordzijde van de tweede bocht. Deze plaats was berucht om de veelvuldige aardbevingen. De meest krachtige vonden plaats in 1811 en 1812.

### Het commando van de Zuidelijken
Tijdens de eerste jaren van het conflict veranderde de bevelstructuur van de Zuidelijke strijdkrachten in het westen op regelmatige basis. Deze wijzigingen gingen vaak gepaard met verwarring en de grenzen van het commando waren te omschrijven als vaag.
Hoewel New Madrid in de staat Missouri lag, een staat die zich niet had afgesplitst van de unie, lag de stad toch in het deel van Missouri dat sympathieën had voor de Confederatie. Daardoor had het 2de Zuidelijke Departement er zijn invloed. De bevelhebber was generaal-majoor Leonidas Polk. Het belang van de locatie werd onder Polks aandacht gebracht door brigadegeneraal Gideon J. Pillow. Noch Polk, noch Pillow werkten actief mee aan de ontwikkeling van de verdedigingswerken bij de bochten. De legeringenieur kapitein Asa B. Gray werd wel aangesteld door Pillow om de taak tot een goed einde te brengen. Gray werkte hard maar kreeg niet genoeg middelen om de werken af te werken. Op 15 september nam generaal Albert Sidney Johnston het bevel van het 2de Zuidelijke Departement op zich met Polk als tweede bevelhebber. Net zoals zijn voorganger besteedde Johnston niet veel aandacht aan Island No. 10. Na de val van de forten Henry en Donelson werd P.G.T. Beauregard naar het westen gestuurd en verging Polk als tweede bevelhebber. Hij zag wel het belang in van het eiland en gaf onmiddellijk het bevel om Columbus te evacueren en het garnizoen naar het eiland te sturen. . Door zijn slechte gezondheid kon Beauregard echter niet persoonlijk de werken overzien. Toen hij opnieuw beter werd, was Johnston reeds bezig met de voorbereidingen die zouden leiden tot de Slag bij Shiloh en kon Beauregard zich niet meer bezighouden met het eiland. De lokale bevelhebber werd majoor John P. McCown. Hij bleef op post tot de Noordelijken New Madrid hadden ingenomen. Hij werd vervangen door brigadegeneraal William W. Mackall op 31 maart 1862.
De schepen van de Geconfedereerde marine bleef tijdens deze vele veranderingen in handen van vlag officier George N. Hollins. Hij moest samenwerken met de verantwoordelijke van de New Madrid Bend en de bevelhebber van de verdedigingswerken bij New Orleans.

### Het Commando van de Noordelijken
In deze periode was de Noordelijke bevelstructuur ook in een periode van voortdurende reorganisatie. Toch zou dit weinig invloed hebben op de strijd rond het eiland. De aanval zou onder het bevel komen te staan van generaal-majoor John Pope. Hij had het bevel over het Army of the Mississippi. Dit leger maakte deel uit van het Departement van de Missouri. Na 11 maart veranderde de naam in het Departement van de Mississippi onder algemeen bevel van generaal-majoor Henry W. Halleck.
De schepen maakten deel uit van de Western Gunboat Flotilla onder leiding van vlag officier Andrew H. Foote. Foote was een marinekapitein maar moest rapporteren aan Halleck omdat de schepen onderdeel waren van het leger.

### Zuidelijke verdedigingswerken
Het beruchte Anaconda Plan van Winfield Scott was ook de Zuidelijken niet ontgaan. De grootste dreiging voor de Zuidelijke staten was tegen de Mississippivallei via een amfibische operatie. Als antwoord hierop werden langs de rivier een reeks van bolwerken opgetrokken. Fort Pillow was zo’n voorbeeld. Dit fort lag op 64 km ten noorden van Memphis, Tennessee. Ook de grootste verdedigingswerken rond Columbus in Kentucky maakten deel uit van de defensieve gordel rond Island No. 10.
De constructie van de batterijen op en rond het eiland begon in augustus 1861 onder leiding van kapitein Asa B. Gray. De eerste batterij werd aangelegd op ongeveer 2 km boven het eiland langs de Tennessee zijde en zou bekend worden onder de naam Redan Battery of Battery No. 1. Schepen die de batterij naderden zou voor meer dan 1.5 km onder rechtstreeks vuur komen te liggen van de kanonnen. De locatie werd echter onbruikbaar bij hoge waterstand. De werken zou door de verwaarlozing van de hogere bevelhebbers maar moeizaam vorderen. Kapitein Gray had een voortduren tekort aan mannen en materieel.
Het belang van de New Madrid Bend werd maar ingezien na de Slag om Fort Henry en de Slag om Fort Donelson in februari 1862. Columbus kon nu via land aangevallen en veroverd worden door de Noordelijken. Om het garnizoen en de uitrusting niet te verliezen gaf Beauregard het bevel om Columbus te evacueren. Op 24 februari kwamen de eerste soldaten van het Columbus-garnizoen aan op het eiland. Twee dagen later arriveerde brigadegeneraal John P. McCown als nieuwe bevelhebber. Hij zette zijn mannen onmiddellijk aan het werk om de posities van het eiland tot Battery No. 1 te versterken.
McCown slaagde erin om het eiland en de omgeving om te toveren in een moeilijk te nemen obstakel voor vijandelijke vloten. In maart waren er 5 batterijen met 24 kanonnen gebouwd op de oevers bij het eiland. Op het eiland zelf stonden er 19 kanonnen in 5 batterijen. Ten westen van het eiland lag de drijvende batterij New Orleans met 9 kanonnen. Ook werden er 2 forten gebouwd in New Madrid. Fort Thompson ten westen van de stad met 14 kanonnen en Fort Bankhead ten oosten met 7 kanonnen.
Ook de Zuidelijke marine verleende steun aan de batterijen. Vlagofficier George N. Hollins had 6 kanonneerboten in de rivier tussen Fort Pillow en Island No. 10. Alle schepen waren ongepantserd.

### Noordelijke voorbereidingen
Op 23 februari 1862 kreeg generaal-majoor John Pope het bevel over het Army of the Mississippi die zich bij Commerce, Missouri verzamelde. Het was nog de gewoonte om te overwinteren en het betere weer af te wachten in de lente. Toch vertrok Pope met zijn 25.000 soldaten al in maart. Op 3 maart stonden ze voor New Madrid. Op 12 maart arriveerde de zware artillerie om het beleg te beginnen.
De kanonneerboten onder vlagofficier Andrew H. Foote werden nog hersteld na de Slag om Fort Donelson, dus konden ze nog geen ondersteuning bieden aan het beleg van New Madrid. Op 14 maart vertrokken ze eindelijk vanuit Caïro. Er sloten zich nog 14 mortierschuiten aan bij de vloot elk bewapend met een 13-inch mortier. Deze schuiten stonden onder bevel van kapitein Henry E. Maynadier.

## De Slag

### Het eerste treffen
Pope weigerde zijn soldaten in te zetten voor een frontale aanval op de forten bij New Madrid. Daarom stuurde hij een brigade onder leiding van kolonel Joseph B. Plummer eropuit om Point Pleasant te bezetten. Dit stadje lag op de rechteroever van de rivier vrijwel recht tegenover Island No. 10. De brigade werd aangevallen door Zuidelijke kanonneerboten. Zijn soldaten hadden echter al snel door dat als de kanonneerboten verschenen ze gewoon buiten schootsafstand moesten marcheren. Op 6 maart bezette Plummer Point Pleasant. Hun positie werd de volgende drie dagen door de Zuidelijke boten beschoten. Tijdens die dagen bleef het Zuidelijke garnizoen binnen het fort en bood geen enkele hulp aan vlagofficier Hollins.
De belegeringskanonnen arriveerden op 12 maart. Dit was een nieuwe verrassing voor McCown en Hollins die de wintermars van Pope ook al met lede ogen aanzagen. De rivier werd voor de Zuidelijk ongepantserde boten afgesloten. Ook troepenbewegingen tussen New Madrid en het fort op Island No. 10 was hierdoor onmogelijk gemaakt.
Op 13 maart openden de kanonnen het vuur op de verdedigingslinie van New Madrid. McCown zag in dat zijn soldaten en artillerie geen antwoord te bieden hadden. Daarop besliste hij om zijn troepen in de nacht van de 13de op de 14de terug te trekken uit New Madrid en de twee nabijgelegen forten. Zware regenval voorkwam dat dit manoeuvre gezien werd door de Noordelijken. De kanonnen werden onklaar gemaakt en de teruggetrokken troepen werden verdeeld over de andere Zuidelijke posities. In de vroege morgen van de 14de maart kwamen er twee deserteurs tevoorschijn met de boodschap dat de stad en de twee forten verlaten waren.
Na het verlies van New Madrid werden enkele Zuidelijke eenheden teruggetrokken en werd McCown vervangen door brigadegeneraal William W. Mackall. McCown werd hierna gepromoveerd tot generaal-majoor .

### De belegering van het eiland
De kanonneerboten en mortierschuiten arriveerden voor het eiland op 15 maart. Pope had zijn troepen in New Madrid aan de ene zijde van het eiland. Foote had zijn schepen opgesteld aan de andere zijde van het eiland. Er bestond onenigheid tussen de twee bevelhebbers hoe ze de belegering het beste zouden aanpakken. Pope wilde onmiddellijke actie terwijl Foote opteerde voor een overgave door voortdurende beschietingen vanaf zijn schepen. Foote werd gehinderd in zijn beslissing door de ambigue orders van Halleck die met zijn hoofd bij de opmars langs de Tennessee zat die zou culmineren in de Slag bij Shiloh. Op 17 maart vroeg Pope aan Foote om twee of drie kanonneerboten langs het eiland te sturen zodat hij zijn leger ongehinderd de rivier zou kunnen overzetten. Hiermee zou Pope het eiland volledig isoleren.
 Foote antwoordde hierop dat zijn schepen niet onoverwinnelijk waren. Foote werd waarschijnlijk ook beïnvloed door zijn opgelopen wonde bij de Slag om Fort Donelson. Hij had voortdurend pijn en liep met krukken.
De volgende twee weken werd het eiland vanop grote afstand gebombardeerd door de vloot van Foote. Nu en dan dienden de Zuidelijke batterijen de Noordelijke schepen van antwoord. De hoge verwachtingen die Foote van de mortierschuiten had werd niet ingelost.
Nadat Foote de vraag van Pope genegeerd had stelde iemand uit de staf van Pope voor om een kanaal te graven zodat de schepen het eiland konden vermijden. Het kanaal werd afgewerkt in een tijdspanne van twee weken. Het was echter niet diep genoeg om de kanonneerboten te laten passeren. De transportschepen en de bevoorradingsschepen konden echter wel gebruikmaken van het kanaal. Pope was niet meer afhankelijk van communicatie- en bevoorradingslijnen over het land.

### Kanonneerboten varen voorbij de batterijen en het einde van de belegering
Pope insisteerde nog steeds om een kanonneerboot langs de andere kant van het fort te krijgen om zijn troepenbewegingen te ondersteunen. Foote riep tweemaal zijn officieren bijeen. Bij de eerste op 20 maart werd er beslist dat het risico te groot was. Na een brief van Halleck riep Foote zijn officieren voor de tweede keer bij elkaar op 29 maart. Commandant Henry Walke, bevelhebber van de USS Carondelet, wilde het risico nemen. Het schip werd versterkt met touw, kettingen en ander los materieel. Langs de zijkant werd een schip met kool en hooi bevestigd. Het geluid van de schoorsteen werd gedempt. Toen de nacht voldoende donker was, zou het schip haar kans wagen.
Om de missie te helpen slagen werd er op 1 april een raid uitgevoerd op Battery No. 1 door de 42nd Illinois Infantry onder leiding van kolonel George W. Roberts. Alle kanonnen werden vernageld. Op 2 april concentreerden de kanonneerboten en de mortierschuiten hun vuur op de drijvende batterij New Orleans. Deze werd hierbij verschillende malen getroffen. De kabels werden kapotgeschoten waardoor de batterij stroomafwaarts wegdreef. Op 4 april was alles klaar om de grootste batterij voorbij te varen. Het was een maanloze nacht met een opkomende donderstorm. De Carondelet werd pas ontdekt toen het net naast Battery No. 2 passeerde. De kanonnen openden het vuur, maar konden het schip niet treffen. Pope wilde nog een tweede kanonneerboot langs de batterij krijgen en zette Foote verder onder druk. Twee nachten later werd de USS Pittsburg eropuit gestuurd. en slaagde er eveneens in om door te breken.
Pope kon de rivier nu oversteken zonder eventuele aanvallen van Zuidelijke kanonneerboten. Op 7 april kwam Pope in beweging. Hij stuurde kanonneerboten om de batterijen bij Watson's Landing te bestoken. Daar zou hij met zijn troepen landen. Toen deze kanonnen tot zwijgen gebracht waren, kon hij zijn oversteek ongestoord uitvoeren.
Enkele uren gingen voorbij voor Mackall de nodige bevelen uitvaardigde. Hij realiseerde zich dat zijn positie onverdedigbaar geworden was. Hij stuurde zijn soldaten via het land naar Tiptonville. De spionnen van Pope hadden echter deze beweging opgemerkt. Pope stuurde soldaten naar Tiptonville. Het leek op een race om de eerste in de stad te zijn. Mackall’s enige hoop was dat de vijandelijke kanonneerboten niets zouden doen. Hij merkte snel dat ze volop aan de actie deelnamen. Pope won de race en Mackall’s leger zat gevangen. Daarop besliste hij van zich over te geven.
Ondertussen had het garnizoen van Island No. 10 zich overgegeven aan vlagofficier Foote en zijn kanonneerboten. De rivier was vrijgemaakt tot aan Fort Pillow.

## Besluit en gevolgen
Het Zuidelijke garnizoen was volledig verslagen. Hoeveel er exact werden gevangengenomen blijft tot vandaag de dag onduidelijk. Pope beweerde in zijn officiële rapporten dat er 273 officieren en 6.700 soldaten waren gevangengenomen. Dit is bijna zeker overdreven. Volgens (weliswaar onvolledige) Zuidelijke verslagen waren er maar 5.350 soldaten aanwezig tijdens de gebeurtenissen. Het werkelijke cijfer zal rond 4.500 gelegen hebben.
De verliescijfers van deze slag was betrekkelijk weinig. Het Noordelijke leger verloor 7 doden, 4 vermisten en 14 gewonden. De verliezen van de Zuidelijken moet ook zoiets geweest zijn.
Omdat 7 april de tweede dag was in een zeer bloedige veldslag, namelijk de Slag bij Shiloh kreeg de slag om Island No. 10 veel minder aandacht in de pers. De doorbraak van de USS Carondelet zou later een nieuwe tactiek worden in de oorlogsvoering. Deze techniek zou in het verder verloop van het conflict nog veelvuldig ingezet worden. Farragut bijvoorbeeld paste dit toe in New Orleans, Port Hudson, Vicksburg en Mobile. De waarde van vaste fortificaties was hierdoor sterk verminderd. De Zuidelijken zouden deze tactische les nooit leren. Na de oorlog werd deze les wel ter harte genomen door het leger van een opnieuw eengemaakt land.